# Kocianów
Kocianów [kɔˈt͡ɕanuf] es un pueblo ubicado en el distrito administrativo de Gmina Poniatowa, dentro del Condado de Opole Lubelskie, Voivodato de Lublin, en Polonia oriental. Se encuentra aproximadamente a 10 kilómetros al noreste de Poniatowa, a 17 kilómetros al noreste de Opole Lubelskie, y a 30 kilómetros al oeste de la capital regional Lublin.